# 투쿰스구

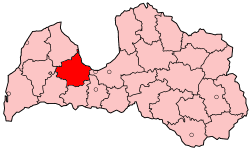
투쿰스 구의 위치

투쿰스구(라트비아어: Tukuma rajons)는 라트비아 서부에 있던 구로 행정 중심지는 투쿰스이며 면적은 2,450km2, 인구는 53,734명(2002년 기준), 인구 밀도는 21.9명/km2이다. 3개 시와 17개 교구를 관할했으며 2009년에 실시된 행정 구역 개편에 따라 폐지되었다. 탈시 구와 쿨디가 구, 살두스 구, 도벨레 구, 예캅필스 구, 리가 구와 접하고 있었다.